# Производственная мощность
Производственная мощность — максимально возможный годовой выпуск продукции производственной единицей (отрасли промышленности, предприятия, его филиала, рабочего места).

## Расчёт производственной мощности
Расчёт производственной мощности осуществляют в единицах измерения продукции. Мощность более крупной производственной единицы определяют по мощности его ведущего подразделения: мощность участка — по мощности ведущей группы оборудования; мощность цеха — по ведущему участку; мощность предприятия — по ведущему цеху. Ведущим подразделением считают то, в котором сосредоточена значительная часть производственных основных фондов, выполняющих основные технологические операции по изготовлению продукции. Сумма мощностей отдельных предприятий по одному и тому же виду продукции составляет производственную мощность отрасли по данному виду продукции.
При расчёте производственной мощности используют данные о:
- производственных основных фондах;
- режиме работы оборудования и использовании площадей;
- прогрессивных нормах производительности оборудования и трудоёмкости изделий;
- квалификации рабочих.

Если известна производительность оборудования, то производственную мощность определяют как произведение паспортной производительности оборудования в единицу времени и планового фонда времени его работы; в условиях многономенклатурного производства — как частное от деления фонда времени работы оборудования на трудоёмкость комплекта изделий, изготовляемых на данном оборудовании.
Степень использования производственной мощности характеризуется коэффициентом использования производственной мощности, который равен отношению годового выпуска продукции к среднегодовой мощности данного года. Для обеспечения планируемого объёма производства и определения потребности в приросте мощностей составляют баланс производственных мощностей.